# Анусапаті
Анусапаті (Анушаната, Анушапаті) (д/н] — 1248) — 2-й магараджа держави Сінгасарі в 1227—1248 роках.

## Життєпис
Син Тунггул Аметунга, напівнезалежного куву (намісника) області Кутараджа (Тумапель), і Кен Дедес, доньки брагмана. У 1220/1222 роках його батька було вбито Кен Ангроком, що захопив владу і оженився на матері Анусапаті.
1227 року внаслідок змови на чолі нової селянської знаті повалив Кен Ангрока. Відповідно до хроніки «Параратон» вбив його тим самим крисом, яким Кен Ангрок вбив Тунггул Аметунга. За іншими відомостями Кен Ангрока вбив його колишній селянський соратник з селища Батіл під час обіду. Після цього самого вбивцю заколов Анусапаті. Офіційно було оголошено, що один із придворних убив магараджу в стані несамовитості.
Згідно з хроніками Анусапаті постійно побоювався за своє життя. Він скрізь з'являвся у супроводі варти, більшу частину часу проводив у кратоні (палаці), який було оточено ровом із водою. З огляду на це зосередився на внутрішніх справах, повернувши вплив старої аристократії. Згідно поеми «Нагаракертагами» завершив підкорення центральної частини острова Ява (кордон дійшов до держави Сунда), а потім захопив о.Мадура.
1248 року загинув внаслідок змови зведеного брата Панджі Тохджая, який відповідно до «Параратон» вбив Анусапаті тим саимм крисом, яким було вбито Кен Ангрока. За легендою, одного разу, коли Анусапаті і Тохджая спостерігали півнячий бій, останній попросив Анусапаті подивитися на магічний крис, яким негайно заколов магарджу. Сучасні дослідники висувають версію селянського повстання на чолі з Панджі Тохджає. наслідком якого було повалено Анусапаті. Втім згідно «Нагаракертагами» Анусапаті помер власною смертю, після чого йому було засновано храм у Кідалі (завершено будівництво 1260 року), де поклонялися як аватору бога Шиви (статуя Анусапаті на  сьогодні зберігається в Лейденському музеї американських прочан). Відповідно повстання Панджі Тохджая відбувалося в рамках боротьби за владу з синами Анусапаті. В будь-якому разі Тохджая отримав владу після Анусапаті.